# Granulocita basofilo
I granulociti basofili o mastleucociti sono un tipo di granulociti, globuli bianchi il cui citoplasma contiene granuli basofili, che reagiscono alla tecnica di colorazione con ematossilina eosina assumendo una caratteristica colorazione blu-violacea. Sono deputati alla difesa dell'organismo e, insieme ai mastociti, alle risposte allergiche. Rappresentano solo lo 0,5 -1% dei leucociti.

## Forma e dimensione

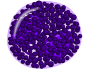
Lo schema di un basofilo

I basofili presentano un diametro di 8-10 µm, un nucleo bilobato. Nel citosol sono presenti granuli fortemente basofili responsabili del colore scuro dei granuli che, ad un esame ottico, mascherano il nucleo e presentano la cellula con una forma a "morula". I granuli contengono: eparina, istamina, leucotrieni, PAF (fattore attivante le piastrine), SRS-A (fattori chemiotattici dell'anafilassi) e altri mediatori chimici dei processi infiammatori. I basofili possiedono inoltre sulla loro superficie i recettori specifici per la porzione Fc delle IgE, caratteristica essenziale per la loro attività.

## Sviluppo
Vengono prodotti dal midollo osseo seguendo la granulocitopoiesi partendo da cellule staminali mieloidi comuni agli altri granulociti, globuli rossi e piastrine.

## Funzione
La funzione di questi granulociti è espletata nella genesi delle reazioni allergiche e di tutti i fenomeni di ipersensibilità, con meccanismi molto simili a quelli dei mastociti, come del resto si evince dalla composizione dei granuli e dalla presenza del recettore per le IgE. Per lungo tempo si è infatti pensato che il granulocita basofilo fosse il mastocita del sangue, cioè che di fatto fossero lo stesso tipo cellulare; questa idea si è poi rivelata errata per la presenza nei mastociti di particolari marcatori. Infine, come i mastociti, i granulociti liberano anche leucotrieni, sostanze coinvolte nello spasmo della muscolatura liscia, cioè ad esempio nella crisi asmatica.